# Micronesische purperspreeuw
De Micronesische purperspreeuw (Aplonis opaca) is een vogelsoort uit de familie Sturnidae.

## Verspreiding en leefgebied
Deze soort komt voor in Micronesia, de Noordelijke Marianen en Palau en telt zeven ondersoorten:
- A. o. aenea: de noordelijke Noordelijke Marianen.
- A. o. guami: de zuidelijke Noordelijke Marianen.
- A. o. orii: Palau.
- A. o. kurodai: Yap.
- A. o. ponapensis: Pohnpei.
- A. o. opaca: Kosrae.
- A. o. anga: Chuuk.